# The Intimate Sessions
The Intimate Sessions - Volume 1 is het zesde album van de Nederlandse jazz-zangeres Ilse Huizinga. Het werd uitgebracht in eigen beheer op verzoek van de Japanse platenmarkt. Ilse Huizinga wordt begeleid op piano door haar echtgenoot Erik van der Luijt, die ook alle arrangementen schreef.

## Lijst van nummers
1. Angel Eyes - (2:45)
2. They Can't Take That Away From Me - (3:42)
3. Don't Explain - (3:11)
4. It Had To Be You - (2:11)
5. That Ole Devil Called Love - (2:23)
6. What A Difference A Day Made - (3:53)
7. Cry Me A River - (3:51)
8. I Can't Give You Anything But Love - (2:38)
9. Georgia On My Mind - (3:42)
10. Fly Me To The Moon - (2:39)
11. I've Got A Crush On You - (2:11)
12. Body And Soul - (2:00)
13. Our Love Is Here To Stay - (2:34)
14. Misty - (3:30)
15. Loverman - (3:02)
16. My Romance - (3:05)
17. Teach Me Tonight - (3:11)
18. You Don't Know What Love Is - (2:56)
19. Lullaby of Birdland - (2:30)
20. The Man I Love - (4:21)
21. Can't We Be Friends - (3:29)
22. I've Grown Accustomed To His Face - (2:59)
23. Embraceable You - (2:03)

Alle arrangementen door Erik van der Luijt

## Bezetting
- Ilse Huizinga - zang
- Erik van der Luijt - piano